# Francesca Ceci
Francesca Ceci (21 aprile 2003) è una kickboxer italiana.

## Biografia
Nel 2021 e 2023 ha vinto il campionato mondiale della WAKO nelle categorie -55 kg e -60 kg rispettivamente a Jesolo e ad Albufeira.

## Palmarès
- Mondiali

Jesolo 2021: oro nei 55 kg.
Albufeira 2023: oro nei 60 kg.
- World Games

Chengdu 2025: bronzo nei 60 kg.